# Anthidium kryzhanovskii
Anthidium kryzhanovskii är en biart som beskrevs av Wu 1962. Anthidium kryzhanovskii ingår i släktet ullbin, och familjen buksamlarbin. Inga underarter finns listade i Catalogue of Life.